# 대한민국 민법 제710조
대한민국 민법 제710조는 조합원의 업무, 재산상태검사권에 대한 대한민국 민법 채권법 조합에 대한 조문이다. 법률 제17905호로 2011년 3월 7일에 전문개정되었고 2021년 1월 26일에 일부개정되어 시행되었다.

## 조문
제710조(조합원의 업무, 재산상태검사권) 각 조합원은 언제든지 조합의 업무 및 재산상태를 검사할 수 있다.

第710條(組合員의 業務, 財産狀態檢査權) 各 組合員은 언제든지 組合의 業務 및 財産狀態를 檢査할 수 있다.

## 판례
- 민법 제710조는 ‘조합원의 업무, 재산상태 검사권’이라는 제목으로 “각 조합원은 언제든지 조합의 업무 및 재산상태를 검사할 수 있다.”라고 정하고 있다. 이 규정에 따라 각 조합원은 장부 그 밖의 서류를 열람하여 조합의 업무와 재산의 유무를 검사할 수 있으므로, 조합원의 검사권에는 업무와 재산상태를 검사하기 위하여 필요한 범위에서 장부 그 밖의 서류의 열람ㆍ등사를 청구할 권한이 포함된다. 따라서 영농조합법인의 조합원은 특별한 사정이 없는 한 영농조합법인의 장부 등에 대하여 열람ㆍ등사를 청구할 수 있다.[1]

## 참고 문헌
- 김덕성, "한우영농조합 정관에서 세무조정계산서만 공개 대상으로 정했어도 조합원은 다른 회계장부도 열람 가능" 리걸타임즈 2021.02.12